# Bali Ram Bhagat

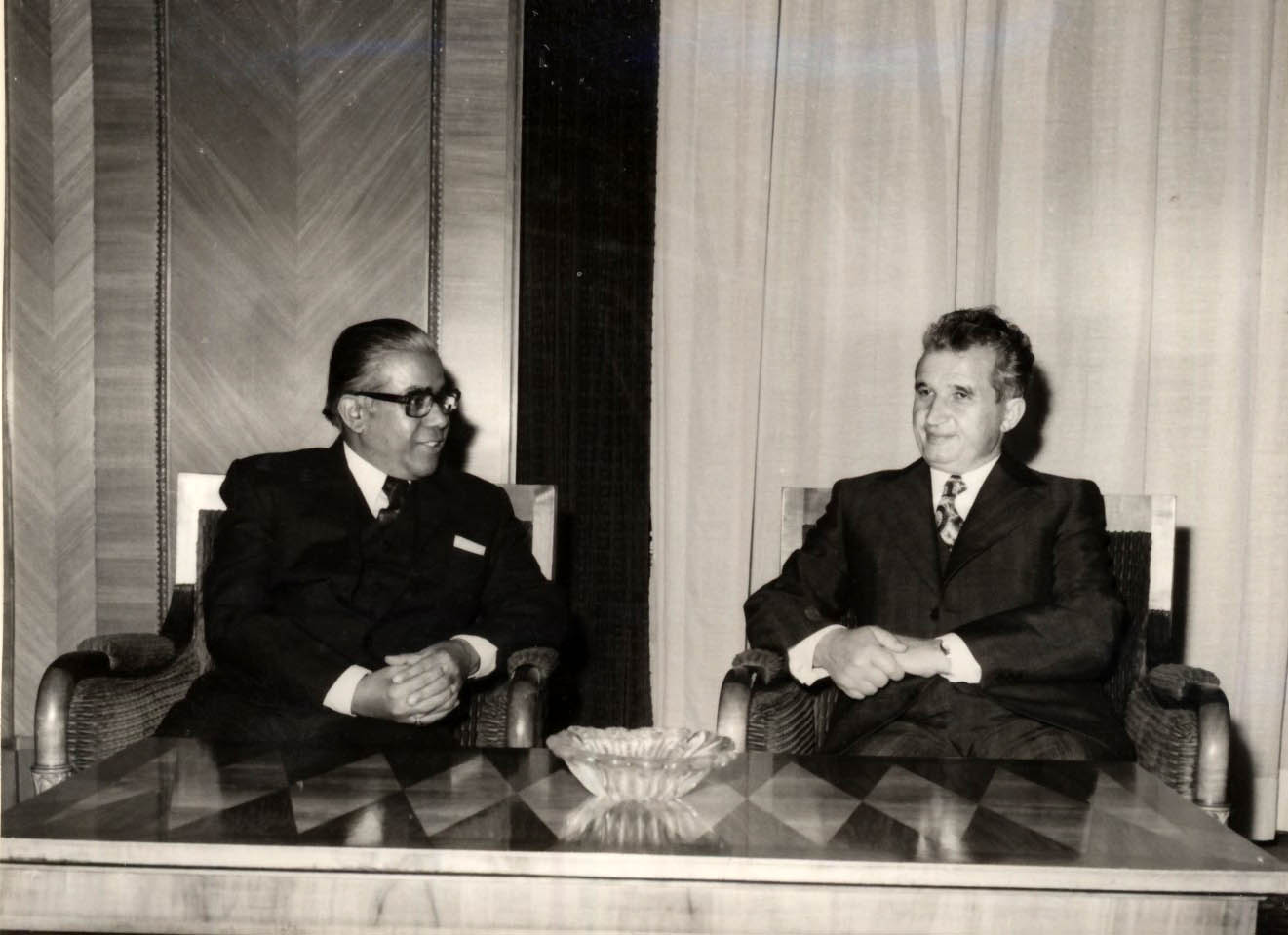
Bali Ram Bhagat (links) bei einem Staatsbesuch des rumänischen Staatspräsidenten Nicolae Ceaușescu in Indien im Jahr 1976

Bali Ram Bhagat (Hindi बलि राम भगत, * 7. Oktober 1922 in Patna, Provinz Orissa and Bihar, Britisch-Indien; † 2. Januar 2011 in Neu-Delhi) war ein Politiker des Indischen Nationalkongresses (INC), der unter anderem Außenminister sowie Gouverneur von Himachal Pradesh und Rajasthan war.

## Leben
Bhagat wurde 1969 von Premierministerin Indira Gandhi als Versorgungsminister (Union Minister of Supply) erstmals in eine Unionsregierung berufen. Kurz darauf wurde er 1969 im Rahmen einer Kabinettsumbildung von Premierministerin Gandhi zum Außenhandelsminister (Union Minister of Foreign Trade) ernannt und bekleidete dieses Amt bis 1970.
Am 15. Januar 1976 wurde er als Nachfolger von Gurdial Singh Dhillon zum Sprecher der Lok Sabha, des Unterhauses des indischen Parlaments, gewählt und damit zum Parlamentspräsidenten. Am 26. März 1977 folgte ihm in diesem Amt Neelam Sanjiva Reddy, der einige Monate später Staatspräsident wurde.
Am 25. September 1985 ernannte ihn Premierminister Rajiv Gandhi zum Außenminister (Union Minister of External Affairs), ein Amt, welches zuvor vom Premierminister selbst wahrgenommen wurde. Am 12. Mai 1986 folgte ihm P. Shiv Shankar als Außenminister.
Staatspräsident Shankar Dayal Sharma berief ihn am 11. Februar 1993 zum Nachfolger von Surendra Nath als Gouverneur von Himachal Pradesh. Allerdings bekleidete er dieses Amt nur wenige Monate und wurde am 30. Juni 1993 von Gulsher Ahmed abgelöst. Stattdessen ernannte ihn Staatspräsident Sharma am 30. Juni 1993 zum Gouverneur von Rajasthan und damit zum Nachfolger von Dhanik Lal Mandal. Nach fast fünfjähriger Amtszeit wurde er als Gouverneur dieses Bundesstaates von Darbara Singh abgelöst.